# Кантакузино, Александру
Александру Кантакузино или Кантакузен (рум. Alexandru Cantacuzino; (год рождения неизвестен — умер 8 марта 1884 года) —
румынский политический и государственный деятель. Министр иностранных дел и министр финансов Объединённого княжества Валахии и Молдавии в 1862—1863 годах.

## Биография
Представитель греческого (фанариотского) и румынского боярского рода Кантакузенов.
Сын Александра Матвеевича Кантакузена. 
На греческой дипломатической службе с 1836 по 1839 год, когда он и переехал в Румынию.
В 1846 Кантакузино стал членом организации «Компания румынских студентов» в Париже . Впоследствии опубликовал роман под названием «Serile de toamnă la ţară».
В 1859 назначен глава префектуры Галаца . Был другом и соратником Князя и будущего господаря Объединённого княжества Молдавии и Валахии Александру Иона Куза, первого правителя объединённой Румынии.
Консервативный политик.
Вместе с Георге Лаховари, инженером, писателем и географом, основал в 1875 году Румынское географическое общество.
Умер в 1884 году и похоронен в Греции.

## Брак и дети
В 1836 году женился на кузине Марии Николаевне Кантакузен (1820-1898), старшей из трех детей Николая Ивановича Кантакузена (1790 - 1857) (Nicolae 'Canta' Cantacuzino-Magureanu-Deleanu). Пара быстро распалась, но развод долгое время не оформляла. Детей у пары не было.

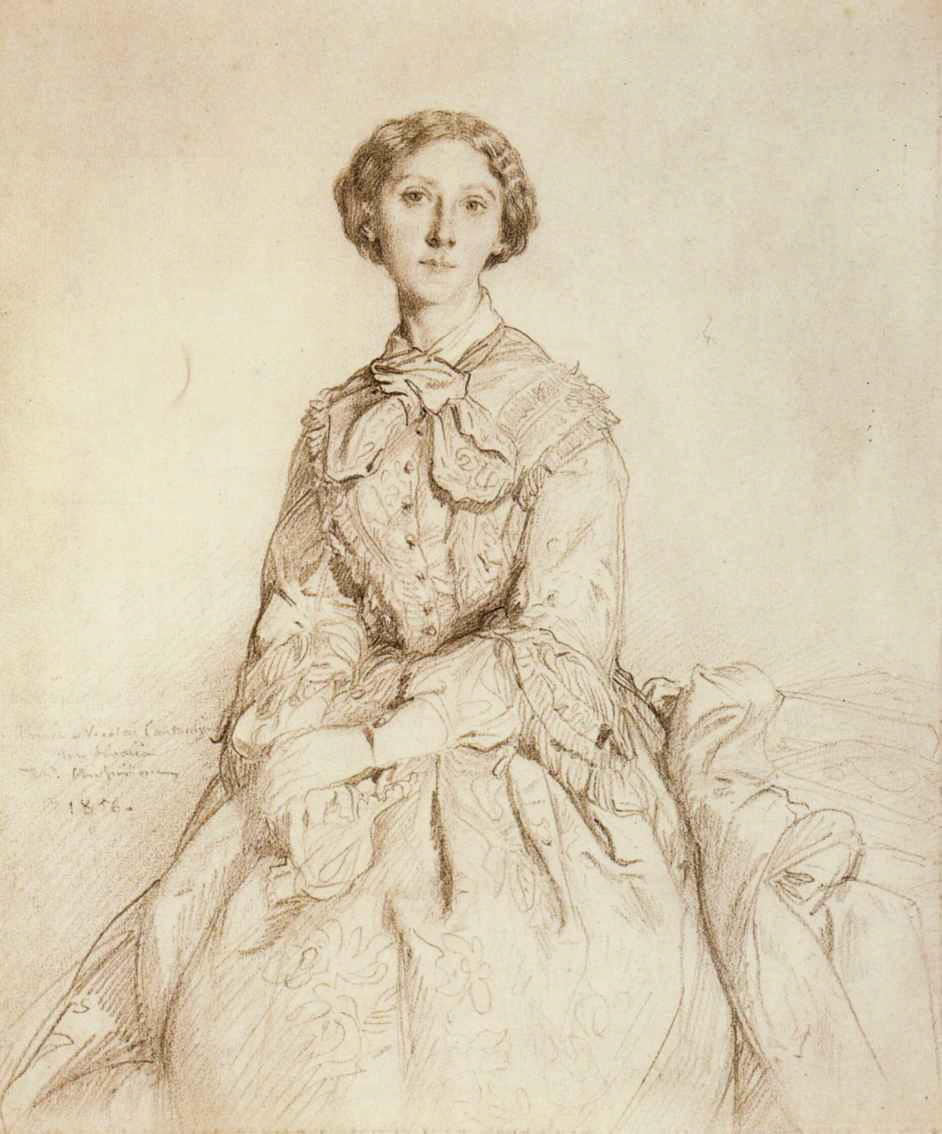
Жена - Мария Николаевна Кантакузен (1820-1898)